# Fanny Smets
Fanny Smets (* 21. April 1986 in Köln) ist eine belgische Leichtathletin, die sich auf den Stabhochsprung spezialisiert hat.

## Sportliche Laufbahn
Erste internationale Erfahrungen sammelte Fanny Smets im Jahr 2013, als sie bei der Sommer-Universiade in Kasan mit übersprungenen 4,30 m die Bronzemedaille hinter der Russin Anastassija Sawtschenko und Martina Schultze aus Deutschland gewann. Anschließend sicherte sie sich bei den Spielen der Frankophonie in Nizza mit 4,40 m die Silbermedaille hinter der Französin Marion Lotout. Damit verbesserte sie auch den Landesrekord von Chloé Henry aus dem Jahr 2013 um sieben Zentimeter. 2016 schied sie dann bei den Europameisterschaften in Amsterdam mit 4,35 m in der Qualifikation aus und auch bei den Weltmeisterschaften 2017 in London reichten 4,20 m nicht für den Finaleinzug. 2019 verbesserte sie den Landesrekord in Huizingen auf 4,51 m und scheiterte anschließend bei den Weltmeisterschaften in Doha mit 4,50 m erneut in der Vorrunde. 2021 steigerte sie sich bei den belgischen Hallenmeisterschaften in Louvain-La-Neuve auf 4,53 m und belegte kurz darauf bei den Halleneuropameisterschaften in Toruń mit 4,45 m den siebten Platz. Im August startete sie bei den Olympischen Sommerspielen in Tokio und verpasste dort mit 4,25 m den Finaleinzug.
In den Jahren von 2009 bis 2011, 2013, 2016, 2017 und 2019 sowie 2021 wurde Smets belgische Meisterin im Stabhochsprung im Freien und von 2008 bis 2011, von 2016 bis 2018 und 2020 sowie 2021 wurde sie auch Hallenmeisterin.